# Tsakonisch

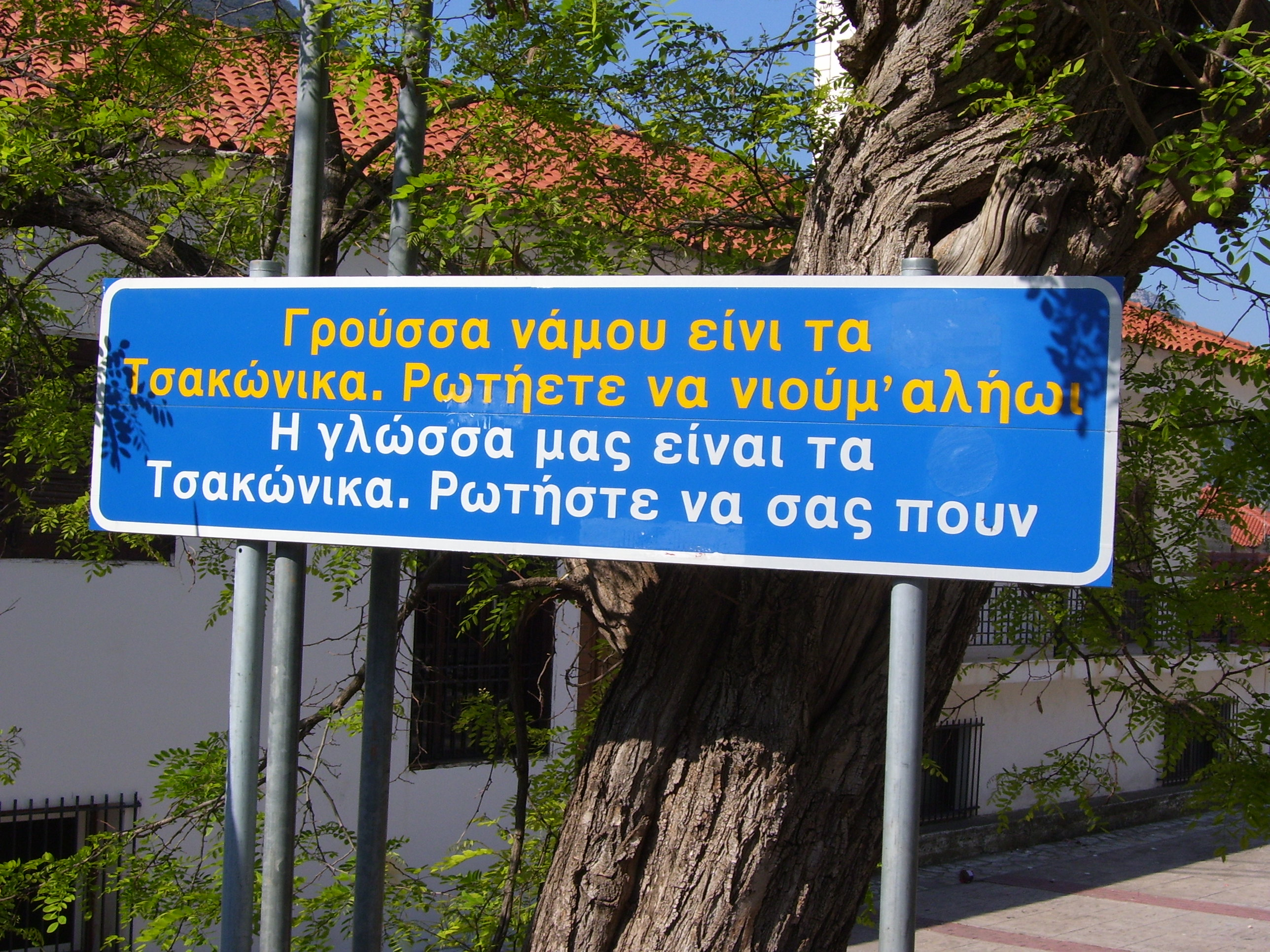
Een tweetalig (Tsakonisch en Modern Grieks) bord in Leonidio en Tyros: "Onze taal is het Tsakonisch. Vraag mensen het met u te spreken".

Het Tsakonisch (Grieks: Τσακωνική γλώσσα) is een Helleense taal die tegenwoordig nog in de regio Tsakonië (Τσακωνιά), (in de nomos Arcadië op de Peloponnesos) wordt gesproken aan de Golf van Argolis. Vroeger werd het ook meer westelijk, in Laconië gesproken.
Het Tsakonisch stamt af van het Dorisch, een van de Oudgriekse dialecten. Het onderscheidt zich van het Standaardgrieks door zijn woordenschat en uitspraak. Zo bewaart het in een aantal woorden de pre-klassieke digamma (w), die als een v wordt uitgesproken. Reeds in de koinè was deze klank aan het begin van een woord weggevallen. Zo is het woord voor een lammetje vanne, van het pre-klassieke warn-, terwijl dat al in de koine αρνίον was geworden. In het Tsakonisch komen ook veel leenwoorden uit het Albanees en het Turks voor.
Natuurlijke grenzen hebben de regio tot de negentiende eeuw van de rest van Griekenland gescheiden, maar sinds de onafhankelijkheid van Griekenland heeft de verspreiding van het onderwijs en later van de massamedia ervoor gezorgd dat nog slechts driehonderd personen de taal actief spreken (tweeduizend personen begrijpen Tsakonisch). Ten tijde van de Griekse onafhankelijkheid zou het Tsakonisch volgens schattingen nog door een 200.000 mensen gesproken zijn. Het Tsakonisch heeft geen officiële status.

## Voorbeelden
| Waar is mijn kamer?    | Κιά έννι ο όντα μι;     | /cɑ ˈɛˌɲi ɔ ˈɔˌdɑ mi/    |
| Waar is het strand?    | Κιά έννι το περιγιάλλι; | /cɑ ˈɛˌɲi tɔ ˌpɛɾiˈʝɑʎi/ |
| Raak me daar niet aan! | Μη' μ' αντζίχερε όρπα!  | /mi m aˈʣiçɛˌɾɛ ˈɔɾˌpɑ/  |